# Minussinsk
|  | Per a altres significats, vegeu «cultura de Minussinsk». |

Minussinsk —Минусинск en rus— és una ciutat històrica i centre administratiu del districte de Minussinski en el krai de Krasnoiarsk al sud de Sibèria, a Rússia. Minussinsk es troba al costat del riu Ienissei i tenia 71.170 habitants segons el cens de 2010. A l'altra banda del riu hi ha la ciutat d'Abakan ja situada a Khakàssia.
Tot i que fou fundada el 1793, no va rebre el títol de ciutat fins al 1822. A més a més, la ciutat fou un gran centre comercial agrícola en Sibèria oriental. Vladímir Lenin visità la ciutat en diverses ocasions i hi va estar exiliat entre el 1897 i el 1900. L'assentament de Miniussinskoie (Минюсинское) va ser fundat el 1739 a la confluència del riu Minussa amb el Ienissei. L'origen del topònim prové de Min Ussa que significa "la meva riera" o "mil rius". L'ortografia del topònim fou canviada el 1810 a Minussínskoie.

## Ciutats agermanades
- Norilsk, Rússia